# Plisseren (culinair)
Plisseren is een kooktechniek die ook wel ontvellen genoemd wordt.
Bij het plisseren wordt eerst het kroontje verwijderd en vervolgens het voedselproduct ontveld. Dit laatste wordt in de Franse keuken émonder genoemd.

## Toepassing

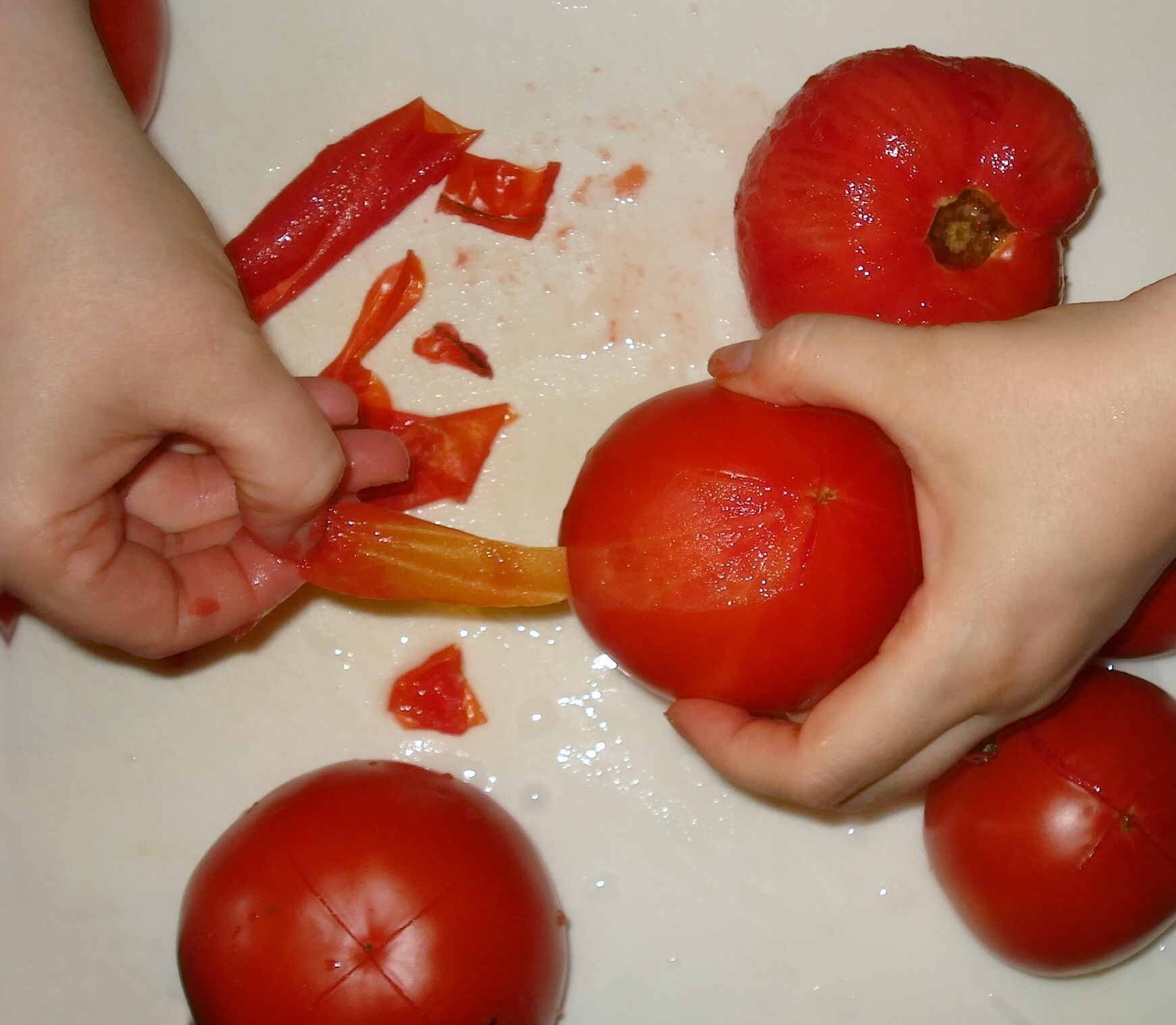
Een tomaat ontvellen gaat moeilijker wanneer deze niet eerst in kokend water is gelegd

Om de toepassing van het plisseren uit te leggen, volgt hier een voorbeeld van het plisseren van een tomaat:
1. Het kroontje van de tomaat wordt verwijderd, en aan de onderkant wordt een kruisvormige snede gemaakt.
2. De groene kern wordt eventueel (bijvoorbeeld met een boor) uit de tomaat gehaald.
3. De tomaat wordt enkele seconden in kokend water gedompeld, totdat het vel scheurt.
4. De tomaat wordt uit het kokende water geschept en in ijswater gelegd, waardoor het vel loskomt. Dit wordt in vakjargon ook wel het "laten schrikken" van een product genoemd.
5. De tomaat wordt gepeld. Wanneer deze stappen juist gevolgd zijn, druipt het vel als het ware van de tomaat af.

Met het schrikken wordt ook het "doorgaren" van de tomaat voorkomen.
De beschreven techniek wordt toegepast bij producten die redelijk stevig zijn, omdat bij het koken van bijvoorbeeld zeer zachte tomaten de kans bestaat dat er een soort van tomatensoep ontstaat.